# محمد سلیمان
محمد سلیمان (عربی: محمد سليمان؛ زادهٔ ۲۳ نوامبر ۱۹۶۹) ورزشکار دو و میدانی اهل قطر است.
از افتخارات وی میتوان به کسب مدال برنز دو ۱۵۰۰ متر در بازی‌های المپیک تابستانی ۱۹۹۲ اشاره کرد.